# Coniferal
Coniferal Sociedad Anónima (SA) est une société argentine et l'une des institutions privées fournissant des services de transport public dans la ville de Córdoba. La société est chargée des corridors 1, d'une partie du corridor 3 et de la totalité du corridor 6 du système de transport urbain de passagers. Ses voitures sont reconnaissables à leur couleur orange et jaune.

## Histoire
Les débuts de cette entreprise remontent à 1958, lorsque dans le cadre du transport public de passagers, il existait des lignes de tramway et d'autobus de l'entreprise publique (CATA), qui n'atteignaient pas la zone nord de la ville de Cordoue. C'est pourquoi un groupe d'amis a décidé d'être les pionniers de la communication des quartiers de Marcelo T. de Alvear, Jorge Newbery, Parque Liceo, Remedios De Escalada et Guiñazu avec le centre ville, et de devenir ainsi un élément fondamental de la croissance de ce secteur de la ville argentine de Córdoba. Au fur et à mesure que la région se développait et aspirait à de meilleures liaisons de voyage, l'entreprise s'est transformée et, en décembre 1969, Coniferal S.A. est née en tant qu'institution.
Ainsi, en 1975, l'entreprise couvre les quartiers du secteur Ouest (quartiers Quebrada de las Rosas et Don Bosco), et commence à transporter les employés qui, à cette époque, construisaient le stade Chateau Carreras. En 1986, l'entreprise soumissionne le couloir numéro 3 (lignes allant du numéro 30 au numéro 35 inclus), qui couvre les secteurs Nord et Ouest de la ville, et dans lequel elle a fourni des services pendant 15 ans.
Par la suite, en 1990, ils ont incorporé les lignes Anillos de Circunvalación, 600 et 601, tandis qu'en 2000, ils ont repris le couloir numéro 2, les lignes allant de 20 à 24 inclus. C'est ainsi qu'ils sont arrivés à l'année 2001, où dans un nouvel appel d'offres du service, le Coniferal prend en charge les couloirs Orange et Jaune, transportant quotidiennement à plus du tiers des Cordobeses. Dans la nouvelle modification du système de transport en 2014 par le maire Ramón Mestre, l'entreprise est responsable du corridor 1 (de la ligne 10 à 19 inclus) et du corridor 6 (de la ligne 60 à 68 inclus plus les lignes de quartier B60 et B61).

## Lignes

### Grupo Naranja

#### Corridor 1
| Ligne                                            | Itinéraires                                                      |
| ------------------------------------------------ | ---------------------------------------------------------------- |
| 10 (anciennement Ligne N)                        | - Barrio Ituzaingó Anexo - Barrio Lasalle                        |
| 11 (anciennement Ligne N1)                       | - Villa Allende Parque - Villa Bustos                            |
| 12 (anciennement Ligne N2)                       | - Barrio Ituzaingó Anexo - Barrio 16 de Noviembre                |
| 13 (anciennement Ligne N3)(centre d'Almaceneros) | - Ciudad Universitaria - Centro De Almaceneros                   |
| 14 (anciennement Ligne N4)                       | - Barrio Policial - Barrio Ampliación 1º De Mayo                 |
| 15 (anciennement Ligne N5)                       | - Villa Allende Parque - Barrio Ampliación Ferreyra              |
| 16 (anciennement Ligne N6)                       | - Ciudad Universitaria - Barrio 25 de Mayo                       |
| 17 (ex-ligne N7) (anciennement Ligne N11)        | - Barrio Ituzaingó Anexo (Evita) - Barrio centro                 |
| 18 (anciennement Ligne T (Tamse))                | - Ciudad Universitaria - Saldán                                  |
| 19 (ex-ligne N3) (a Va. Warcalde)                | - Ciudad Universitaria - Alto Hermoso- Villa Walcarde- El bosque |

#### Corridor 6
| Ligne                                | Itinéraires                                             |
| ------------------------------------ | ------------------------------------------------------- |
| 60 (anciennement Ligne C5)           | - Barrio Patricios - Barrio Carrara de Horizonte        |
| 61 (anciennement Ligne C1)           | - Barrio Yapeyú - Barrio Smata                          |
| 62 (anciennement Ligne C2)           | - Mercado Frutihortícola - Barrio Residencial San Roque |
| 63 (anciennement Ligne C3)           | - Barrio Patricios - Barrio René Favaloro II sección    |
| 64 (anciennement Ligne C4)           | - Barrio Estación Flores - Barrio Yapeyú                |
| 65 (anciennement Ligne C)            | - Barrio Patricios - Barrio Residencial San Roque       |
| 66 (anciennement Ligne C6)           | - Ciudad Universitaria - Barrio General Arenales        |
| 67 (anciennement Ligne C7)           | - Ciudad Universitaria - Escuela de Aviación Militar]   |
| 68 (anciennement Ligne R12)          | - Barrio La Floresta - Centro                           |
| B60 (nouvelle ligne inter-quartiers) | - Villa Esquiú - Barrio Yofre (N)                       |

#### Corridor 3
| Ligne                      | Itinéraires                                                                               |
| -------------------------- | ----------------------------------------------------------------------------------------- |
| 30 (anciennement Ligne R1) | - Universidad Católica de Córdoba- Barrio Parque Futura - Barrio Jerónimo Luis de Cabrera |
| 34 (anciennement Ligne R4) | - Barrio Universitario de Horizonte - Centro                                              |